# Diclonius pentagonus
 Diclonius pentagonus es una especie y tipo dudosa del género Diclonius extinto de dinosaurio ornitópodo hadrosáurido, que habitó a finales del período Cretácico, hace aproximadamente entre 75 millones de años en el Campaniense, en lo  que es hoy América del Norte. Este  dinosaurio de pico de pato está basado solamente en un diente. 
Es la especie tipo y fue descrita por Cope en 1876 está basada en un solo espécimen de diente catalogado AMNH 3972.